# Boys of the Lough
Boys of the Lough, conocidos también como The Boys of the Lough, es una veterana banda escocesa-irlandesa de música celta y música folk, creada en la década de 1970 y todavía en activo.

## Los primeros años
La primera formación del grupo estaba integrada por Aly Bain (violín tradicional escocés), Cathal McConnell (flauta y flauta irlandesa), Dick Gaughan (voz y guitarra) y Robin Morton (bodhrán y voz). Aly Bain era un violinista originario de las Islas Shetland que solía tocar en el pub Sandy Bell's de Edimburgo con Dick Gaughan. Por otra parte, Cathal McConnell era un conocido flautista del Condado de Fermanagh en Irlanda, que tocaba habitualmente con Robin Morton. Ambos grupos se conocieron en el Festival Folk de Falkirk, en Escocia, y formaron The Boys of the Lough. Publicaron su primer álbum en 1972, titulado Boys of the Lough. Poco tiempo después se incorporó al grupo Dave Richardson (concertina, mandolina y cistro), mientras Dick Gaughan lo abandonó para seguir con su carrera en solitario. Esta formación se mantuvo sin cambios durante los siguientes seis discos que publicaron entre los años 1974 y 1977.

## Los años ochenta y noventa
En 1978 y 1979 realizaron una gira internacional que los llevó a actuar en la segunda edición del Festival de Ortigueira. Aunque esta gira se anunció como su última serie de conciertos, regresaron en 1980 con un disco que titularon Regrouped en el que no participó Robin Morton ya que había abandonado el grupo para fundar el sello discográfico Temple Records con el que grabó varios discos la Battlefield Band. Para grabar Regrouped y suplir la ausencia de Morton, la banda incorporó a la intérprete de gaita irlandesa Christy O'Leary, originaria de County Kerry y que había integrado el grupo folk irlandés De Dannan; el bajista y guitarrista Tich Richardson, que falleció en 1984 en un accidente automovilísitco y el violinista John Coakley, que permanecería en el grupo durante los siguientes doce años.

En 1988 los Boys of the Lough actuaron en el Carnegie Hall y en 1993 publicaron su disco The Day Dawn. John Coakley abandonó la banda en 1994.

## La década del 2000
No volvieron a grabar discos hasta el año 2002 en el que publicaron Lonesome Blues and Dancing Shoes con la colaboración de varios artistas invitados como el guitarrista Chris Newman y la intérprete de gaita northumbria Kathryn Tickell. También en 2002 Aly Bain abandonó la banda tras 32 años en la formación y fue reemplazado por el violinista Kevin Henderson, procedente del grupo instrumental Fiddlers' Bid.
En el año 2004 actuaron en el Festival Intercéltico del Morrazo, en Moaña. En 2005 publicaron su disco Twenty y en 2006 participaron en el especial Geantraí del canal de televisión irlandés en gaélico TG4. En julio de 2008 participaron por segunda vez en el Festival de Ortigueira.

## Discografía
Álbumes
- The Boys of the Lough (1973)[7]
- Second Album (1973)[8]
- The Boys of the Lough III (Live at Passim's) (1974)[9]
- Lochaber No More (1976)
- The Piper's Broken Finger (1976)
- Good Friends ... Good Music (1977)
- Wish You Were Here (1978)[10]
- Regrouped (1980)[11]
- In the Tradition (1981)[12]
- Open Road (1983)[13]
- To Welcome Paddy Home (1985)
- Far From Home - Live (1986)[14]
- Farewell and Remember Me (1987)
- Sweet Rural Shade (1988)[14]
- The Session (1991). Álbum recopilatorio con temas de los discos In the Tradition, Regrouped, y Open Road.[14]
- Live at Carnegie Hall (1988)[14]
- The Fair Hills of Ireland (1992)
- The Day Dawn (1994)
- Midwinter Night's Dream (1996)
- The West of Ireland (1999)
- Lonesome Blues and Dancing Shoes (2002)
- Twenty (2005)
- Rising Fawn Gathering (2009)
- The New Line (2015)[15]